# やはり俺の青春ラブコメはまちがっている。
『やはり俺の青春ラブコメはまちがっている。』（やはりおれのせいしゅんラブコメはまちがっている、英題：My Youth Romantic Comedy Is Wrong As I Expected.、My Teen Romantic Comedy SNAFU）は、渡航による日本のライトノベルおよびそれを原作とするメディアミックス作品。イラストはぽんかん⑧が担当。2011年3月から2021年4月にかけて全18巻（本編14巻、外伝4巻）がガガガ文庫（小学館）より刊行された。略称は「俺ガイル」、「はまち」。
完結後は新プロジェクト『やはり俺の青春ラブコメはまちがっている。結』の製作が発表され、2021年9月よりライトノベルの刊行が行われている。

## あらすじ

### 1 - 6巻
千葉市立総武高等学校に通う高校2年生の比企谷八幡は、高校でも友達が出来なかったことから、友達を作ることを諦めて「一人ぼっち」を極めようとしていた。妙な屁理屈をこねながらぼっちな高校生活を謳歌しつつリア充を嫌い呪っていた八幡だったが、生活指導担当の教師・平塚静に目をつけられ、「奉仕部」に無理矢理入部させられる。そこで八幡は、校内一の才女として知られる雪ノ下雪乃と出会う。
雪乃は、才色兼備な超人で弁も立つが、八幡と同じく人付き合いが不器用な少女だった。二人は似たような境遇でありながら考え方が根本的に異なり、意見が衝突する。静はそんな二人に対し、どちらがより多く奉仕部に持ち込まれた依頼を解決できるか、という勝負を命じる。その矢先、最初の依頼人であり、八幡のクラスのスクールカーストの上位に属し、八幡への特別な感情が見え隠れする由比ヶ浜結衣もまた、奉仕部に入部することになる。まったく異なる性格と立場の三人は、中二病全開の材木座義輝、テニス部員で男子だが可愛い女子にしか見えない戸塚彩加、一見すると無愛想で近寄りがたいが本当は家庭的で家族思いの川崎沙希、何でもそつなくこなすスクールカースト上位の人間である葉山隼人から受けた依頼を次々とこなしていく。
雪乃の正論では行き詰まる問題を、八幡が彼独自の理屈に基づく変則的な方法で解決する。そんな奉仕部の活動を通して、三人の関係は少しずつ良い方向に変わっていく。ところが、八幡が交通事故の際に助けた犬は、結衣の飼い犬であったことが発覚。八幡は、結衣が自分に好意的な行動をとっていた理由が事故に遭ったことへの同情だけだったと考え、その好意を拒み結衣との関係をリセットしようとするが、雪乃のとりなしによりどうにか二人の関係は元に戻る。だが、今度は事故を起こした車に雪乃が乗っていたことが明らかになる。雪乃に対して勝手な理想を押し付けていたことを後悔する八幡と、事故について黙っていたことを気にする雪乃。お互いに負い目を感じ、二人の関係がおかしくなっていく。
表面上は取り繕いながら、しかし決定的に噛み合わない奉仕部の面々。そんな時に、文化祭実行委員長に立候補した相模南から委員長の職務をサポートするよう依頼される。有能とは言いがたい上に委員長としての心構えがどこか欠如している相模に加え、雪乃の姉であり姉妹の確執らしいものがある雪ノ下陽乃が関わってきたこともあり運営は破綻しかけるが、八幡の自己犠牲的な貢献によって文化祭は対外的には無事に終わりを迎え、八幡と雪乃の関係も改善された。

### 7 - 11巻
文化祭での行動の結果、悪名を背負うことになった八幡だったが、修学旅行先で葉山グループのメンバーである、戸部翔と海老名姫菜の恋愛問題の解決を求められることになる。難航の末、文化祭と同様に八幡の犠牲的な行動によってとりあえずの解決をみたが、その対処方法を雪乃と結衣は拒絶し、三人の関係は再び変わっていく。
三人がギクシャクしている中、一年生の一色いろはから、生徒会選挙で望まぬ立候補をさせられたので落選したい、という依頼が奉仕部に舞い込む。またしても犠牲的な解決方法を提案する八幡に対し、雪乃と結衣は反発し、それぞれが自ら会長へ立候補することで解決を図ろうとする。それを目の当たりにした八幡は考えを改め、小町からの依頼という名分を得た上で、策略をもっていろはを説得し、依頼の取り下げに成功する。その結果、いろはは生徒会長に就任した。
一件落着したかに見えたが、立候補を取りやめた後から雪乃の態度がおかしくなってしまう。そんな中、生徒会長となったいろはから、海浜総合高校との合同クリスマスイベントの手伝いを依頼される。雪乃が内心、生徒会長になりたかったのではないかと考えた八幡は、雪乃を生徒会から遠ざけるために個人として依頼を受けることにした。
海浜総合高校側と総武高校側の双方に問題があり、イベントの企画は迷走していくが、八幡は自分のやり方に自信が持てなくなっており、対策が打てずにいた。雪乃の問題とイベントの問題が重なり途方に暮れる八幡だったが、静の助言を受け自分を見つめ直すことで問題の整理に成功する。そして、本心をさらけ出すことで三人の関係を修復し、雪乃と結衣の協力によりイベントも無事に終えることができた。
年を越え、一月。3年生進級時の文理選択の進路希望調査が実施された。選択に迷う葉山グループの面々に対し、葉山はなぜか頑なに自分の進路を話そうとしない。3年生でも葉山と同じクラスになりたい三浦優美子は、奉仕部に葉山の進路を調べるよう依頼する。材木座と戸塚の協力を得た八幡は、マラソン大会を利用して葉山の進路を聞き出すことに成功し、依頼を達成する。お互いを意識しつつもかつてのように活動できるようになった奉仕部に満足する八幡だったが、葉山と陽乃からそれぞれ思わせぶりな指摘を受けることになる。
二月になり、バレンタインの依頼を三浦たちから受けた奉仕部は、八幡の提案による生徒会主催の手作りチョコ試食会に協力する。名目が試食とはいえ、目当ての相手に手作りチョコを食べて貰えることに喜ぶ面々だったが、結衣は八幡と雪乃が互いに意識しているかのような様子を見て表情を曇らせる。そんな中、陽乃から現状に対する指摘を受けて三人は戸惑いを見せる。高校入学試験の前日、母親から雪乃と同居するよう指示を受けた陽乃が三人の前に現われる。姉に逆らった雪乃は帰る場所を無くしてしまうが、結衣の提案で彼女の家に泊めてもらう。その経緯の中で、八幡のアドバイス通りに行動する雪乃に、結衣と八幡は何かを感じる。次の日、結衣の提案で出掛けることになった三人は水族館で過ごした後、雪乃と結衣の本心を聞いた八幡だがこれを否定する。そして、彼女なりの決意をした雪乃の依頼を受けることになる。

### 12巻 - 14巻
水族館から帰る際に雪乃からの依頼を聞いた八幡と結衣は彼女が住むマンションに向かいそこに住み込んでいた陽乃に雪乃が導き出した答えを話すのを見守る。その後、結衣は雪乃の引越しの手伝いの為にマンションに泊まることになり、八幡はマンションから出て一人帰路に就く中、待ち伏せていた陽乃からある言葉を告げられる。後日、一色から卒業生へのイベントとしてプロムを行うことを提案される。その支援を頼まれた雪乃は自らの考えで成功させる為、八幡と結衣の協力を拒む。その意思に賛同した二人から見守られつつ仮のプロムを計画し、無事に成功させるも、その件で彼女の母親と陽乃が学校を訪れ、プロムに対する生徒や保護者からの現状を指摘される。その中で平塚の異動の事も知り動揺しつつも、雪乃はプロムを実現する決意をし、八幡や結衣も手伝おうとするが、陽乃の言葉により思いとどまる。数日後、結衣と下校中にプロムに対する学校側の動きを知った八幡は平塚に連絡し、学校へと引き返す。
平塚から学校側の動きについて聞いた八幡は雪乃を支援する為に生徒会室に向かうも一色に阻まれる。一色に連れ出され、問い詰められた際に行動の原理を吐露した八幡は生徒会室にて雪乃に自分もプロムをやることを話す。それを拒む雪乃だったが、八幡は奉仕部に入部した時に話した事を持ち掛け彼女もそれに乗る。八幡は自らの考えに賛同した結衣等の支援を受けながら自ら考えたプロムを形付けていき、ネットに公表する。二つのプロムの候補が上がり、その中で雪乃の方のプロムが開催される事を平塚から聞いた八幡はその事を雪乃に伝える。それを聞いた雪乃は八幡に依頼をする。
雪乃からの依頼を受けた八幡の誘いを受けた結衣は小町の合格祝いにお菓子を作ることを提案し八幡もそれに乗る。結衣の家で彼女の母親からアドバイスを貰いながらお菓子を完成させた八幡は帰宅途中に結衣にもお礼としてお菓子を渡し、彼女もそれを受け取る。後日、卒業式が行われそれぞれが涙を流しながら卒業生を見送り、前生徒会長であった城廻めぐりからもお礼の言葉を受ける。その後、一色にプロムの会場である体育館に連れられ雪乃の指示の元、八幡と結衣もプロムの支援をする事になる。終了後、雪乃と結衣はこれからについての考えを出し合うも八幡は陽乃の呼び出しを理由にその場を離れてしまう。八幡は待ち伏せていた陽乃と対話した際に彼女に自分の本心を指摘され、さらに以前言われた言葉を痛感する。その後、平塚からアドバイスを貰った八幡は結衣と下校時に自分がこれからの中で納得できない事を吐露し、結衣もその中で八幡の気持ちを理解し、彼と別れて帰宅後、母親に抱かれながら号泣する。後日、八幡は自らが起こした行動に周囲から冷たい目でみられながらも、雪乃の協力を取り付ける事に成功し、彼女と下校中に自らの想いを告白し彼女もそれを受け入れる。その後、二人の呼びかけで集まった多くの生徒に結衣も加わり、海浜総合高校との合同によるプロムを行い、無事に終わらせる。終了後、八幡は静から皮肉が交じった称賛の言葉を受け、雪乃は八幡に自分の想いを告白する。3年生に進級後、2人でプロムの残務処理を元奉仕部の部室で行う中、入学した小町が訪れさらに一色が生徒会長の証人印が押された奉仕部の部活動創部の申請書を所持してくる。驚愕する2人の前に最初の依頼人である結衣が部室を訪れる。以前と変わらない雪乃と結衣のやり取りを見た八幡は心の中で「やはり俺の青春ラブコメはまちがっている。」と呟く。

## 登場人物
担当声優はドラマCD版、アニメ版同様のもの。

### 総武高校
千葉市立の架空の高等学校。

#### 奉仕部
本校生徒らの自己改革を促し、悩みを解決する手助けを行う言わば相談所的な部活動。平塚静が顧問を務めており、当初の部員は部長である雪ノ下雪乃だけであったが、後に静の紹介及び最初に来た依頼がきっかけで比企谷八幡と由比ヶ浜結衣の二人が入部して部員は3人となった。また、依頼が来る回数はあまり多くなく、普段は自由に過ごしていることが多いが、それでも静に必要だと判断された者が導かれて依頼に来ることがあり、時にはその部活動の話を聞いたり、結衣の紹介で来る者もいる。
比企谷 八幡（ひきがや はちまん）
声 - 江口拓也
本作の主人公。総武高校2年F組に所属している男子生徒。作品全体を通しての語り手でもある。己の経験を集約した「青春とは嘘であり、悪である」と題する作文を書き、静によって懲罰名目で奉仕部に強制的に入部させられる。
幼少時から友達ができず、周囲に存在を軽んじられ、裏切られたりしたなどの経験からトラウマを抱えており、他人からの好意を信じられない性格になり、そんな自分を正当化している。女嫌いであり、女子にたいして強い警戒心と猜疑心を抱いている。長年人の醜い部分を見てきたため洞察力に優れ、表面的な現象や世俗的な正義のみにとらわれることがない。現在では友達を作ることを諦めて「ぼっち」であることを誇りにさえしている。
静には「純粋すぎる」と評され、建前と同情による交友関係に否定的で、純粋な友情を尊む。自分自身の他人に対する期待や評価が外れていると例え対象の人物が不誠実で自分が不利益を被っても「自分のイメージの押しつけであり自業自得」と割り切って自己嫌悪するなどの内罰的なところがある。同様に自分を無価値との認識からヒールに徹するなど自己犠牲を厭わない一方、社会的立場の向上に対する執着はない。また、他人の自身に対する感情には疎く、結衣の好意などに気付いておらず、陽乃からは”自意識の怪物”という皮肉を言われ、人の悪性しか信じず周囲の好意を無碍にする姿勢で、正反対の価値観を持つ葉山と衝突することもしばしばある。
読書が好きで、文系科目の成績は優秀。特に国語は学年3位となったり、素養力の高さは雪乃と対等に渡り合えるほどである一方で、理系科目は苦手で数学は学年最下位の9点を取っている。それなりの大学に進学し、優秀な女性と結婚して働かない、専業主夫として養ってもらうことを将来の夢としている。

雪ノ下 雪乃（ゆきのした ゆきの）
声 - 早見沙織
本作のヒロインの一人。総武高校2年J組に所属している女子生徒で奉仕部の部長。長い黒髪と大人びた顔立ちの美少女。
成績優秀で、八幡が「ユキペディア」と揶揄するほどの豊富な知識を持ち、さらには運動でも楽器の演奏でも大抵のことは3日でそれなりに修得できる。反面、その高い能力が仇となって継続して何かに取り組むといった経験に乏しく、その影響で持久力は極端に低い。
幼少期から他人に妥協せずに我が道を貫いてきたため、周囲から疎まれ、その美貌と完璧さに多くの男子生徒に好意を寄せられ、女子生徒からは常に嫉妬の対象となっていた。その結果、上履きを隠されるなどの嫌がらせを受け続け、友達と呼べる存在が誰もいなかったという過去を持ち、その経験から人の嫉妬などの醜い部分を含め世界を変えるために奉仕部に入部する。また、極度の負けず嫌いで、合理的かつ客観的に相手を論破することもある。反面、アドリブや感情的な言葉や仕草には弱い。現在の学校生活においては、過去のような孤立はなく、その存在感と能力の高さに憧れてシンパとなっているクラスメイトまでも存在する。
部活動中の空き時間には本を読んでいることが多く、特に東京ディスティニーランドの人気キャラクターでもある「パンダのパンさん」はマニアとも呼べる域に達している程のファン。休日には映画鑑賞などをして過ごしている。
父親が県議会議員かつ建設会社の社長であるため裕福で、現在は高級マンションで1人暮らしをしている。自身と同等以上のスペックを持つ姉の陽乃に対しては、その存在を認めて憧れつつも反目し、母親に対しては確執があることを思わせており、また、葉山とは幼馴染でありながらも過去に何かあったらしく、現在は奉仕部の活動を除いて交流はない。

由比ヶ浜 結衣（ゆいがはま ゆい）
声 - 東山奈央
本作のヒロインの一人。総武高校2年F組に所属している女子生徒。葉山や優美子を中心としたクラス内カースト最上位のグループに所属している。奉仕部に依頼に訪れた際に自分とは正反対のタイプの雪乃の姿に感銘を受けたことから奉仕部に出入りするようになり、後に部員となる。
派手な外見とギャル風な言葉遣いに反して男女交際の経験は無い。空気を読んで周囲に合わせることを信条としており人間関係に器用だが、同時に悪癖として自覚してもいる。自分の非を認められる素直さを持ち、険悪な相手であっても思いやる優しさもあるが、相手をフォローするつもりの発言が常に地雷を踏んでしまう才能の持ち主。「やっはろー！」という独特の挨拶をする。また、親しくなった人間にあだ名を付けたがるが、ネーミングセンスは無い。
学校の成績は悪く、八幡と同様に数学が苦手であり、八幡からは「アホの子」と言われているが、奉仕部では、八幡と雪乃には無い高いコミュ力や豊富な人脈を活かしている。
料理の腕は壊滅的ではあるものの、奉仕部に関わってからは料理に興味が湧いたようで、趣味は料理（料理鑑賞）などとも語っていたりするが、上達に時間がかかり、水族館でのデートの際、ようやく食べられるクッキーを一人で作れるようになった。。
八幡に好意を抱いており、彼が他の女性に迫られていると激しく嫉妬するが、自分の気持ちは伝えられていない。かつて愛犬を八幡に助けてもらった事故の後で、八幡の入院中にお菓子を持って八幡の自宅に見舞いに来たことがあり、その時に会っていた小町には「お菓子の人」と記憶されていた。

平塚 静（ひらつか しずか）
声 - 柚木涼香
総武高校の国語教師。生活指導と奉仕部の顧問を担当している。それなりの格好をすれば周囲から注目を集めるほどの美人であるが、反面、ヘビースモーカーかつどこかおっさん臭いところがあり、加えて相手との距離感の詰め方のせいもあってか、かなり強い結婚願望に反して男っ気が全くない。年齢は明かされていないが、本人は「私はまだ立派なアラサーだ」と語っているが、八幡からは「俺の生まれが10年早かったら、真剣に交際を申し込んだかもしれない」と思われていた。
社会に適応できないと思われる生徒を奉仕部に強制入部させており、またそういった生徒達は見ていて面白いとも評しているが、奉仕部の活動については競争させるなどの方針は決めていながらも具体的な行動についての強制はしておらず、基本的に生徒自身に任せている。
教師社会においては若輩であるために地域の奉仕活動の監督（小学校の林間学校のサポート）や文化祭、体育祭の顧問などの仕事を押し付けられることが多く、それらの仕事を奉仕部が受けるように仕向けることで奉仕部の活動を促進している。
熱い少年マンガやアニメをこよなく愛しており、会話でも頻繁にそのネタが登場するだけでなく、実際に「拳で語る」こともしばしばあるが、八幡に対しては何かと気にかけたり、他の生徒には話せないようなことを話したりもする。

#### 八幡の関係者
戸塚 彩加（とつか さいか）
声 - 小松未可子
総武高校2年F組に所属している男子生徒。テニス部の部員。八幡のことは出会った当初は「比企谷君」と呼んでいたが、後に彼から不意に一度だけ名前で呼ばれたことをきっかけに、以降は「八幡」と呼び捨てで呼んでいる。
性別は男だが、小柄な上に腕も腰も脚も細く肌も抜けるように白く、外見も立ち居振る舞いも儚げな可愛い美少女にしか見えないためにクラスの一部の女子生徒からは「王子」と呼ばれて人気があるが、男子の友達は少ない。性格は素直で、優しく控えめであり、作中では最もまともな部類に入っている。本人は可愛いと言われることを好まず男らしい振る舞いに憧れているが、嗜好は乙女趣味で、結衣が驚嘆するほどに可愛らしいアイテムを選ぶセンスに優れている。また校内では基本的にジャージを着用している。
八幡とは1年の時からの同じクラスだったが、2年の時、選択授業で交わした初めての会話をきっかけで彼に懐いて行動を共にするようになり、八幡の初めての友達となる。また、結衣とは以前から仲が良く、テニス部を強くしたいという相談がきっかけで奉仕部を紹介されている。

川崎 沙希（かわさき さき）
声 - 小清水亜美
総武高校2年F組に所属している女子生徒。家族想いな性格ではあるが無愛想で口が悪く、人を寄せつけない雰囲気があるために教室でも大抵は一人でいる。一方、修学旅行の際にはお化け屋敷で怖がるなどの年相応の女子らしい一面も見られる。また、裁縫を趣味にしているらしく、身の回りの服飾もリメイクしたり、自作したりしていて、文化祭や体育祭での衣装作りに貢献してからは姫菜と親しくなった描写がある。一方で、優美子とは折り合いが悪い。
二年生に進学した後は家族のためにバイトを始めて朝方まで家に帰らずに学校にも度々遅刻していたが、後に弟である大志の依頼を受けた奉仕部の面々と八幡の勧めで予備校のスカラシップを取ったことで状況は好転することとなる。以降は八幡を意識している様子がうかがえ、話しかけるようになるが名前ではなく「あんた」などと呼んでいる。八幡からも好印象を抱かれているが、時々「殴る」、「殺す」などの物騒な発言をしたり、本気で睨むことがあるために若干怖がられており、名前も「川なんとかさん」とうろ覚えにされている。また、妹と弟がいてブラコンであり、9巻ではシスコンの気も見せている。

材木座 義輝（ざいもくざ よしてる）
声 - 檜山修之
総武高校2年C組に所属している男子生徒。眼鏡をかけて常にコートを羽織っており、一見は中年サラリーマンの風貌をしている。一人称は「我」であり、自らを足利義輝にちなんで「剣豪将軍」と称しているが、その性格や言動から友達ができず、同じく友達がおらずに体育でペアを組んだことのある八幡のことを相棒と呼んで何かと寄ってくる。また、普段の言動から周囲に「馬鹿」と思われがちであるが、八幡に対して理解力を示す面もあり、それゆえに八幡からは本気で拒絶されるような仕打ちまではされていない。
ライトノベル作家を目指しており、何とか小説を書き上げるもそれを見てくれる友達がいないために静から話を聞いて自身の小説を読んでもらうために奉仕部を訪れる。その後、雪乃から徹底的に酷評された上に結衣からも追い討ちをかけられ、さらには八幡に止めを刺されたが、それでもちゃんと評価を示してくれたことに感謝し、めげずに創作に一層勤しむようになる。

富岡 美緒（とみおか みお）
三年生編から登場した八幡のクラスメイトで学級委員。三年生に進級してから八幡は知り合いが葉山と海老名しかいなかったが、何故か当初から八幡を「比企谷君」と呼ぶなどしている。

#### 葉山グループ
F組のトップカーストグループ。葉山と優美子以外は2巻から登場している。
葉山 隼人（はやま はやと）
声 - 近藤隆
総武高校2年F組に所属している男子生徒。最初は八幡を「ヒキタニ君」と呼ぶことが多かったが、後に「比企谷（君）」と正確に呼ぶようになっている。
義理や人情を重んじる正義感に溢れており、クラス内外問わずに人望の厚く、グループの中心人物として人気も高い。特に、サッカー部のエースかつ次期部長候補としても活動しており、成績も文系では学年2位と文武両道で典型的な優等生であり、八幡の対極に位置する存在である。また、冷静沈着で、落ち着いた性格であるために優美子と奉仕部との諍いに仲裁役として入ることが多く人当たりも良いために、機会こそ少ないものの八幡に対しても友好的に接するが、当の八幡からは忌々しく思われている。
普段は温厚だが苛烈な一面もあり、特に八幡に対しては「俺は君が思っているほど、いい奴じゃない」と告げたり、八幡のことが嫌いだと言い放ったりするなどのその内面を隠さない部分がある。また、基本的に冷静で温厚な性格ではあるが、予想外の出来事にはまるで対応しきれなかったり、相手を信じすぎるあまり負の面を読めないなど、一辺倒に「完璧」と言うわけではない。
父親が雪乃の父親の会社の顧問弁護士であることから雪乃とは幼いころから親交があり同じ小学校に通っており、陽乃とも知り合いである。

三浦 優美子（みうら ゆみこ）
声 - 井上麻里奈
総武高校2年F組に所属している女子生徒。ギャル風な風貌に加えて髪を金髪縦ロールにしており派手さが目立ち、友人を認定する基準も「見栄えの良さ」であるなど外見に拘りを見せる。
「あーし」という一人称が特徴で、口調は傲岸不遜かつ苛烈であるためにクラスの女王的存在として振る舞い、またかなりプライドが高く、自己中心的でわがままだが、葉山と同様に自分達の関係を壊したくないと思うなどの世話焼きかつ友達想いな一面もある。雪乃に対抗心を燃やしているようで、結衣からその名前が出た時は露骨に機嫌を悪くする。また、泣けば済むと思っているのが嫌いという割に自身は打たれ弱いらしく、雪乃などからしばしば泣かされることがあり、結衣からは「結構乙女なところがある」と評されている。
恋愛話には積極的で、自身も葉山に好意を抱いているために彼を侮辱する人間に対しては即座に怒りと敵対心を露にする。グループでは姫菜と仲が良く、彼女が暴走した時にはそれを抑えに回る。中学時代は女子テニス部に所属しており、県選抜に選ばれたほどの腕前。
海老名 姫菜（えびな ひな）
声 - ささきのぞみ
総武高校2年F組に所属している女子生徒。葉山グループに所属しており、八幡のことを「ヒキタニ君」と呼んでいるが、八幡と二人で会話する際は「比企谷君」と呼ぶこともある。
肩まである黒髪に赤いフレームの眼鏡をした一見清楚な腐女子。戸部らの男性グループ及び八幡を葉山狙いのBLのような関係と妄想しており、一度妄想が始まるとその妄想が極まって興奮して鼻血を噴出し、優美子ですら止めに入るほどに暴走する。戸部が自分に好意を抱いていることに気付いてはいるが、自分の置かれている環境に満足しており、八幡（奉仕部）及び葉山にそれを壊さないで欲しいという願いを暗に相談している。
戸部 翔（とべ かける）
声 - 堀井茶渡
総武高校2年F組に所属している男子生徒。サッカー部に所属している葉山グループの一人。性根の悪い人間ではないものの、外見も言動も軽薄そのもので無神経な言動が多く、時々勝手に八幡を会話のネタにしているために当然本人からは「ウザいチャラ男」と思われている。また、同じ部活ゆえに葉山とセットで登場することが多いが、マネージャーのいろはからはパシリに使われたりするなど、葉山と比較してひどい扱いをされることが多い。
同じグループの大和や大岡とは葉山を間に挟んだ「友達の友達」でしかなかったが、職場見学の一件の後はそれなりに仲良くなっている。また、姫菜に好意を寄せており、修学旅行の直前にその件で奉仕部に依頼をしに来るが、そのこともあって八幡からは自身や大和、大岡の三人のうちでは一番話しかけやすい奴と認識されている。
大和（やまと）
声 - 川原慶久
総武高校2年F組に所属している男子生徒。ラグビー部に所属している葉山グループの一人。大柄で体格が良い。最初は戸部や大岡との仲は葉山を挟んだ「友達の友達」でしかなかったためにあまり良いとは言えなかったが、職場見学の一件の後は戸部や大岡と三人でつるむようになる。
大岡（おおおか）
声 - 白石稔
総武高校2年F組に所属している男子生徒。野球部に所属している葉山グループの一人。小柄で、猿っぽい顔立ちをしている。最初は戸部や大和との仲は良くなかったが、職場見学の一件の後は戸部や大和と三人でつるむようになる。

#### 相模グループ
5巻から登場したクラス内では葉山グループに次ぐ位置にいるカースト。一年時は結衣もこのグループに所属しており、それゆえに彼女とはカーストが違う現在でも普通に接している。
相模 南（さがみ みなみ）
声 - 寿美菜子
総武高校2年F組に所属している女子生徒。相模グループのリーダー格。クラス女子内でトップに君臨する優美子に対抗意識を抱いているが、特に表立って対立することはない。だが、八幡だけは明確に見下している。
葉山の頼みで文化祭でクラスの女子の実行委員になり、さらには葉山にいい顔をしたいという欲望から実行委員長に立候補し、その上で奉仕部にその手伝いを依頼するが、陽乃の誘導と本人の自覚の無さが原因で準備から本番まで色々と問題行動を起こして自滅し、その際に八幡による解決方法の餌食に遭いながらもそれによって周囲から孤立せずに済むこととなる。
ゆっこ
声 - 桜川めぐ
文化祭実行委員。女子バスケットボール部に所属している。八幡達とは別のクラスの女子生徒。文化祭では相模と共に委員会を半ばサボっていた。文化祭のフィナーレの際に八幡が相模に放った言動から、彼に敵意を抱く。しかし、体育祭での運営会議では相模と衝突する立場に回る。
遥（はるか）
声 - 井上美樹
文化祭実行委員。女子バスケットボール部に所属している。八幡達とは別のクラスの女子生徒。ゆっこと同様に文化祭では相模と共に委員会を半ばサボっていた。文化祭のフィナーレの際に八幡の言動から、彼に敵意を抱く。体育祭の運営会議では相模と衝突する立場に回る。

#### 生徒会
城廻 めぐり（しろめぐり めぐり）
声 - 浅倉杏美
6巻から登場する生徒会長。雪ノ下陽乃の後輩にあたり、彼女のことを「はるさん」と呼び、陽乃からは呼び捨てで呼ばれている。生徒会長としての実務能力はそこそこで、統率力が目に見えて高いというわけではないが、独特の雰囲気から他の生徒会役員に慕われている。また、人間の心理面に対しても鋭い面がある。文化祭では急遽でっち上げられた有志バンドとして、キーボード担当で参加している。
一色 いろは（いっしき いろは）
声 - 佐倉綾音
本作のヒロインの一人。7.5巻から登場。サッカー部のマネージャーで、総武高校1年C組に所属している女子生徒。後に生徒会長となる。
性格や制服の着こなしこそ、ゆるふわ系ギャルだが、その実は他人から見られることに慣れ、その上で自身の容姿や他人が求めるキャラクター性を理解し発揮しているもので、八幡曰く「非天然」。基本的にやる気に乏しいが、自分のやりたいことについては八幡も驚くほどの行動力を見せることもあり、また、結衣ほどではないが時折地雷を踏む言動を取ることがある。生徒会選挙の時点では葉山への好意を匂わせている。
本牧 牧人（ほんもく まきと）
声 - 工藤雅久
いろはの代の生徒会副会長。二年生。いろはと違ってモチベーションが高く、クリスマスイベントの当初はリーダーシップを取ろうとしないいろはを苦々しく思っていた。また、生徒会を手伝ってくれている八幡には比較的好印象を持っているようで、自ら彼に話しかけることも多い。
藤沢 沙和子（ふじさわ さわこ）
声 - 桜川めぐ
いろはの代の生徒会書記。一年生。眼鏡に三つ編みで、少し気弱そうながらもかっちりと校則通りに制服を着ている。クリスマスイベントの当初はいろはと話をすることもほとんどなかったが、イベント後半にはいろはから「うちの書記ちゃん」と言われるほどに仲良くなる。

### 親族・家族関係
比企谷 小町（ひきがや こまち）
声 - 悠木碧
八幡の妹。生徒会役員を務める中学三年生。要領が良く、兄の八幡を利用することに長けているが、あまり頭は良くないため裏目に出てしまうことが多い、それでも八幡のことは大好きで、なおかつ良き理解者としても有り続けており、また、八幡周囲の女性陣に対して積極的に彼を勧めるような言動が見られる。
父親に溺愛されており、喧嘩になっても父が加勢しての二重の反撃が確定している状況から八幡は迂闊に手が出せないでいる。台詞の中に度々「小町ポイント」なる言葉が出てくるが、具体的にどんなものかは語られておらず兄に対する行動によっては消費される。八幡曰く「静かに怒るタイプ」で、一度怒り出すと仲直りするまでに時間が掛かる。また、八幡の前で平気で着替えたり、八幡のシャツを勝手に着て下着丸出しで寝るなど家ではずぼら。基本的には明るく社交的で周囲との協調も図れるが、単独行動を好むなど、八幡に似た面も見られる。
比企谷（母）
八幡と小町の母親。眼鏡を掛けており、仕事で多忙の時は睡眠不足で機嫌が悪い。また、八幡に比べて小町には甘い所があるが、出掛ける際に彼を気遣う発言をしており、気に掛けていない訳では無い。
雪ノ下 陽乃（ゆきのした はるの）
声 - 中原麻衣
雪乃の姉で千葉県内にあるの国立理工系大学に通っている。雪乃とは愛憎入り混じったような複雑な関係で、それを意図的にやっている節があり、事ある毎に雪乃を煽ったり、雪乃の弱い面を糾弾する傾向がある。
雪乃以上に頭脳明晰かつ容姿端麗だが、妹とは違い人当たりも非常に良く、友人も多い。ただ、それは雪ノ下家の長女として昔から親の仕事関係の人と接するうちに形成された「外面」であるためにそれは例え相手が材木座であっても揺るがない。ほとんど会話を交わしたことのない八幡の言動の裏を見抜く洞察力もあり、その内面に強かで腹黒い部分を持ち、八幡に対する毒舌は雪乃の3倍の切れ味がある。
八幡達と入れ違いに総武高校を卒業しており、かつては静から色々と教わっていたが、静には成績は「優秀」ではありながらも「優等生」ではなかったと評されている。また、葉山には「あの人は興味のないものには何もせず、好きなものを構いすぎて殺すか、嫌いなものを徹底的に潰すことしかしない」と表現されているが、静からは「大抵の人間はそれに気付かず、見抜いた者も多くはそれを好ましく思う」と述べている。
雪ノ下（母）
声 - 井上喜久子
雪乃と陽乃の母親。落ち着いた雰囲気と均整のとれたプロポーションを誇り、軽々に声をかけることを躊躇わせるほどの威厳を持っている。また、陽乃曰く「私より怖い」や「何でも決めて従わせようとする人」と女帝のように評されており、雪乃の一人暮らしには最後まで反対していた。
自分に逆らう者は身内とて容赦しない烈女であり、「自分の発言こそ正しい」として人の話を聞くつもりは始めから無いなど、その本質は冷血である。
由比ヶ浜（母）
声 - 大原さやか
結衣の母親。童顔でスタイルが良く、八幡が「遺伝子すげぇ」というほどに結衣とは瓜二つの顔。また、親子の仲は良好で、結衣から八幡や雪乃のことを良く聞いていたらしい。
川崎 大志（かわさき たいし）
声 - 村瀬歩
沙希の弟。小町と同じ学習塾に通っている中学三年生。小町に好意を寄せているらしく、八幡はやや敵視している。
川崎 京華（かわさき けいか）
声 - 浅倉杏美
沙希と大志の妹。市立の保育園に通っている女の子。人懐っこい性格で、いろはの手伝いで保育園を訪れた八幡に少し構ってもらったことで彼を「はーちゃん」と呼んで非常に懐き、後のバレンタインのチョコの試食会で再会した時は喜んで彼に作ったチョコを渡している。
カマクラ
声 - 桜川めぐ
比企谷家で飼われている血統書付きのオス猫。名前はかまくらのように丸くなっていたことに由来しており、過去の動物イベントにて比企谷家に迎えられている。また、アニメ一期では尻尾と耳の先端が黒い白猫、二期では白地に灰色の縞を持つサバトラの白猫として描かれており、原作の挿絵や他の媒体で登場する時も後者に準ずることが多い。
サブレ
声 - 悠木碧
結衣の飼い犬。ロングコートのミニチュアダックスフント。恩人である八幡のことを覚えていたようで、彼に非常に懐いて服従の姿勢まで見せる。だが、飼い主である結衣のことは家族旅行のために比企谷家に預けられた僅かの間に忘れてしまう。

### 海浜総合高校
総武高校から程近いところにあるそこそこの進学校。三つの高校が合併して出来たために比較的新しい。
折本 かおり（おりもと かおり）
声 - 戸松遥
八幡の中学時代の同級生。8巻から登場。自称姉御肌のサバサバとした性格で、積極的に人との距離を詰めたがる。また、「それあるー！」と度々口癖のように言うことがあり、話し合いの際も事あるごとに発言しているが、特に意味はない。
かつて八幡から本気で好意を寄せられていたが、彼からの告白をにべもなく即座に振った上にこのことを翌日すぐにバラし、クラス中に笑い話として拡散させて八幡に大恥をかかせていた。
玉縄（たまなわ）
声 - 日野聡
海浜総合高校の生徒会長。9巻から登場。一見は爽やかだが、いわゆる「意識高い系」であるためにセリフにカタカナ語を多用しているが、本人もあまり英語力が高いわけではないため、しばしばそれが文法を間違えたり、日本語との間で重言になってしまっていることもある。

### その他
鶴見 留美（つるみ るみ）
声 - 諸星すみれ
小学6年生。4巻から登場。林間学校の旅行先で八幡達と出会った少女。友達から裏切られて疎外された経験から内向性が強く、引っ込み思案な性格になって由香達のグループから孤立しているが、雪乃と似て気が強いところがある。八幡のことは「八幡」と呼び捨てで呼んでいる。
パンダのパンさん
凶悪な目に研ぎ澄まされた爪にぎらりと光る牙といった容姿を持つ東京ディスティニーランドの人気キャラクター。原題は「ハロー、ミスターパンダ（改題前はパンダズガーデン）」。作者はアメリカの生物学者ランド・マッキントッシュ。パンダの研究のために家族で中国へ渡った際に新しい環境になかなか馴染めなかった息子のために書いたもので、ディスティニー版は「日頃から笹をたくさん食べることを夢見ており、いざ笹を食べると酔って酔拳をするキャラクター」をより強調したデフォルメがされている。

## 作風
友達を作ろうとも思わず、いつも一人でいるひねくれた高校生が、それを見かねた教師によって「奉仕部」という部活に入れられてからの高校生活を描いたラブコメディ作品。『あやかしがたり』に次ぐ渡航の第2作であり、初のラブコメディ作品。
当初の仮題は「俺の青春ラブコメが間違っている件」であった。正式タイトル「やはり俺の青春ラブコメはまちがっている。」は、句点を含めて20文字と非常に長いため、著者の公式Twitterアカウントを用いて略称が募集されたが、2018年現在でも公式の略称は決定されておらず、著者は応募された略称のうち「はまち」もしくは「俺ガイル」という略称を用いており、テレビアニメでは「俺ガイル」または「アニガイル」を略称としている。
元々1巻で終わる予定であったが、予想以上の人気のため続刊を書くこととなった。既刊10巻の時点で作者は「全然考えていなかった。1巻で完結していたので続編が出せると聞いてあわてて6巻くらいまでのストーリーをおおざっぱに考えました。でも構想の中ではラストシーンは浮かんでいますよ」と語っている。
作者自身も千葉県出身であるため、作中には千葉に関連する事物が多数登場する。ただし、登場人物の名前はすべて神奈川県内の地名に由来している。

## 評価

### 売上
2019年12月時点で全世界累計部数は1000万部を突破している。また、2022年10月時点で原作関連書籍の全世界累計部数は900万部を突破している。

### 批評
近現代文学研究を行う大学教授・久米依子は、軽快なギャグを取り入れ、高校性たちが友人を助けつつ「本物」の人間関係を探していく日常が細かく描かれていると評しており、加えて女性人気も高いとしている。

### 受賞・ランキング等
「みんなで選ぶベストラノベ2011」では総合部門で1位を獲得している。第1回ラノベ好き書店員大賞では2位を獲得している。2015年9月時点でシリーズ累計部数は100万部を突破している。「電子書籍アワード2014」ライトノベル部門では3位を獲得している。第1回SUGOI JAPAN Awardでラノベ部門1位を獲得している。アニメイトタイムズが読者アンケートを基に発表した「おすすめラノベランキング2021」と題した年間ランキングでは5位を獲得している。
『このライトノベルがすごい! 2014』にて作品部門1位を獲得し、好きな男性キャラクター部門では比企谷八幡が1位を獲得した。さらに『このライトノベルがすごい! 2015』での作品部門でも1位を獲得。また、好きな男性キャラクター部門では再び比企谷八幡が、好きな女性キャラクター部門では雪ノ下雪乃が、好きなイラストレーター部門ではぽんかん⑧が1位を獲得した。そして、『このライトノベルがすごい! 2016』でも史上初となる3年連続の作品部門で1位を獲得し、殿堂入りを果たす。また、好きな男性キャラクター部門では比企谷八幡が1位を獲得。好きなイラストレーター部門ではぽんかん⑧が1位を獲得した。

## 既刊一覧
| 巻数 | タイトル                                      | 初版発行日     | 発売日         | ISBN              | ISBN（限定特装版） |
| ---- | --------------------------------------------- | -------------- | -------------- | ----------------- | ------------------ |
| 1    | やはり俺の青春ラブコメはまちがっている。      | 2011年3月23日  | 2011年3月18日  | 978-4-09-451262-5 | -                  |
| 2    | やはり俺の青春ラブコメはまちがっている。 2    | 2011年7月25日  | 2011年7月20日  | 978-4-09-451286-1 | -                  |
| 3    | やはり俺の青春ラブコメはまちがっている。 3    | 2011年11月23日 | 2011年11月18日 | 978-4-09-451304-2 | 978-4-09-451307-3  |
| 4    | やはり俺の青春ラブコメはまちがっている。 4    | 2012年3月21日  | 2012年3月16日  | 978-4-09-451332-5 | 978-4-09-451333-2  |
| 5    | やはり俺の青春ラブコメはまちがっている。 5    | 2012年7月23日  | 2012年7月18日  | 978-4-09-451356-1 | -                  |
| 6    | やはり俺の青春ラブコメはまちがっている。 6    | 2012年11月25日 | 2012年11月20日 | 978-4-09-451380-6 | -                  |
| 7    | やはり俺の青春ラブコメはまちがっている。 7    | 2013年3月24日  | 2013年3月19日  | 978-4-09-451402-5 | 978-4-09-451403-2  |
| 8    | やはり俺の青春ラブコメはまちがっている。 7.5  | 2013年8月23日  | 2013年8月20日  | 978-4-09-451434-6 | -                  |
| 9    | やはり俺の青春ラブコメはまちがっている。 8    | 2013年11月24日 | 2013年11月19日 | 978-4-09-451451-3 | 978-4-09-451453-7  |
| 10   | やはり俺の青春ラブコメはまちがっている。 9    | 2014年4月23日  | 2014年4月18日  | 978-4-09-451482-7 | -                  |
| 11   | やはり俺の青春ラブコメはまちがっている。 6.5  | 2014年7月27日  | 2014年7月18日  | 978-4-09-451501-5 | 978-4-09-451502-2  |
| 12   | やはり俺の青春ラブコメはまちがっている。 10   | 2014年11月21日 | 2014年11月18日 | 978-4-09-451523-7 | -                  |
| 13   | やはり俺の青春ラブコメはまちがっている。 10.5 | 2015年3月23日  | 2015年3月18日  | 978-4-09-451542-8 | -                  |
| 14   | やはり俺の青春ラブコメはまちがっている。 11   | 2015年6月23日  | 2015年6月24日  | 978-4-09-451558-9 | -                  |
| 15   | やはり俺の青春ラブコメはまちがっている。 12   | 2017年9月20日  | 2017年9月19日  | 978-4-09-451674-6 | -                  |
| 16   | やはり俺の青春ラブコメはまちがっている。 13   | 2018年11月20日 | 2018年11月20日 | 978-4-09-451762-0 | -                  |
| 17   | やはり俺の青春ラブコメはまちがっている。 14   | 2019年11月24日 | 2019年11月19日 | 978-4-09-451781-1 | -                  |
| 18   | やはり俺の青春ラブコメはまちがっている。 14.5 | 2021年4月25日  | 2021年4月20日  | 978-4-09-453004-9 | -                  |
| 19   | やはり俺の青春ラブコメはまちがっている。結 1  | 2021年9月22日  | 2021年9月17日  | 978-4-09-453031-5 | -                  |
| 20   | やはり俺の青春ラブコメはまちがっている。結 2  |                | 2023年2月17日  | 978-4-09-453061-2 | -                  |

### 備考
- 第1巻発売日間際に起きた東北地方太平洋沖地震などの影響に因り、一部地域での発売日が遅れた[47]。
- 第3巻では、雪ノ下雪乃・由比ヶ浜結衣のキャラクターソング、『Bright Generation』（作詞：SugarLover、作曲：橋本由香利、編曲：宮崎誠）が挿入歌として収録され、ドラマCD付き限定特装版も販売された。収録CDドラマは「たとえばこんなバースデーソング」。
- 第4巻では、H2SO4、CUTEG、津路参汰、ヤス、るろおによるアンソロジーイラストやぽんかん⑧による描き下ろしイラスト、キャラクター設定集などが収録されたイラスト集付き限定特装版が販売された。
- 第7巻ではドラマCD付き限定特装版が販売され、雪乃と結衣のキャラクターソング『ROCK YOU!!』（作詞：SugarLover、作曲・編曲：斉藤悠弥）が挿入歌として収録される。収録ドラマCDは 「彼女たちの、うぃー・うぃる・ろっく・ゆー」。
- 第6.5巻は当初、2014年7月18日発売の予定であったが、「制作進行上の理由」から7月22日および24日に発売が延期されていた。
- 第6.5巻にも雪ノ下雪乃・由比ヶ浜結衣のキャラクターソング、『君とMerry Christmas』（作詞：rino、作曲：増谷賢、編曲：長田直之）が挿入歌として収録され、ドラマCD付き限定特装版も設定された。収録ドラマCDは「そのクリスマスキャンドルの灯が揺れる時……。」。
- 第11巻は本来、他のガガガ文庫新刊と同じく2015年6月17日発売だったのだが、発行部数の関係上、発売日をずらしたため遅れた[48]。

### 単行本未収録作品
やはり俺の青春ラブコメはまちがっている。 6.25巻
Blu-ray&DVD『やはり俺の青春ラブコメはまちがっている。第1巻』の初回特典に収録。
後述の6.50巻と6.75巻と一緒に再構成再編集・加筆修正し、1冊の総集編としてまとめ直し6.5巻として正式に発売された。
やはり俺の青春ラブコメはまちがっている。 6.50巻
Blu-ray&DVD『やはり俺の青春ラブコメはまちがっている。第3巻』の初回特典に収録。
やはり俺の青春ラブコメはまちがっている。 6.75巻
Blu-ray&DVD『やはり俺の青春ラブコメはまちがっている。第5巻』の初回特典に収録。
やはり俺の青春ラブコメはまちがっている。(a)
Blu-ray&DVD『やはり俺の青春ラブコメはまちがっている。続 第1巻』の初回限定版特典に収録。
後述の作品と合わせ「another」として一つの物語となっている。原作のパラレルワールド的ストーリー。
やはり俺の青春ラブコメはまちがっている。(n)
Blu-ray&DVD『やはり俺の青春ラブコメはまちがっている。続 第2巻』の初回限定版特典に収録。
やはり俺の青春ラブコメはまちがっている。(o)
Blu-ray&DVD『やはり俺の青春ラブコメはまちがっている。続 第3巻』の初回限定版特典に収録。
やはり俺の青春ラブコメはまちがっている。(t)
Blu-ray&DVD『やはり俺の青春ラブコメはまちがっている。続 第4巻』の初回限定版特典に収録。
やはり俺の青春ラブコメはまちがっている。(h)
Blu-ray&DVD『やはり俺の青春ラブコメはまちがっている。続 第5巻』の初回限定版特典に収録。
やはり俺の青春ラブコメはまちがっている。(e)
Blu-ray&DVD『やはり俺の青春ラブコメはまちがっている。続 第6巻』の初回限定版特典に収録。
やはり俺の青春ラブコメはまちがっている。(r)
Blu-ray&DVD『やはり俺の青春ラブコメはまちがっている。続 第7巻』の初回限定版特典に収録。
やはり俺の青春ラブコメはまちがっている。‐新‐ 1
Blu-ray&DVD『やはり俺の青春ラブコメはまちがっている。完　第1巻』の初回限定版特典に収録。
原作の3年生編が描かれる。
やはり俺の青春ラブコメはまちがっている。‐新‐ 2
Blu-ray&DVD『やはり俺の青春ラブコメはまちがっている。完　第2巻』の初回限定版特典に収録。
やはり俺の青春ラブコメはまちがっている。‐新‐ 3
Blu-ray&DVD『やはり俺の青春ラブコメはまちがっている。完　第3巻』の初回限定版特典に収録。
やはり俺の青春ラブコメはまちがっている。‐新‐ 4
Blu-ray&DVD『やはり俺の青春ラブコメはまちがっている。完　第4巻』の初回限定版特典に収録。
やはり俺の青春ラブコメはまちがっている。‐新‐ 5
Blu-ray&DVD『やはり俺の青春ラブコメはまちがっている。完　第5巻』の初回限定版特典に収録。
やはり俺の青春ラブコメはまちがっている。‐新‐ 6
Blu-ray&DVD『やはり俺の青春ラブコメはまちがっている。完　第6巻』の初回限定版特典に収録。

### オーディオブック
2019年4月12日からオーディオブックサービスのAudibleで、石井一貴と戸田めぐみの朗読が配信されている。第1巻から順に、シリーズ全巻のAudible版オーディオブックが制作される予定となっている。

### アンソロジー
やはり俺の青春ラブコメはまちがっている。アンソロジー
本編完結後順次刊行の公式小説アンソロジー。執筆者・イラストレーターは各話で異なり、更に各巻に原作者渡航とぽんかん⑧による書き下ろし短編も収録されている。
1. 「雪乃side」2020年3月18日発売、ISBN 978-4-09-451835-1
雪ノ下雪乃にまつわる物語。
小説：石川博品、さがら総、天津向、水沢夢、裕時悠示
イラスト：うかみ、春日歩、切符、ももこ
2. 「オンパレード」2020年3月18日発売、ISBN 978-4-09-451836-8
比企谷小町、平塚静、戸塚彩加、材木座義輝、葉山隼人たちの物語。
小説：白鳥士郎、伊達康、田中ロミオ、天津向、丸戸史明
イラスト：しらび、戸部淑、紅緒、うかみ
3. 「結衣side」2020年4月17日発売、ISBN 978-4-09-451845-0
由比ヶ浜結衣にまつわる物語。
小説：川岸殴魚、境田吉孝、白鳥士郎、田中ロミオ、八目迷、水沢夢
イラスト：うかみ、U35、春日歩、くっか、クロ、しらび、戸部淑
4. 「オールスターズ」2020年4月17日発売、ISBN 978-4-09-451846-7
平塚静、戸塚彩加、川崎沙希、葉山隼人たちの物語。
小説：石川博品、王雀孫、川岸殴魚、境田吉孝、さがら総、天津向
イラスト：エナミカツミ、えれっと、ななせめるち、U35、ももこ、うかみ

### 画集
- 『『やはり俺の青春ラブコメはまちがっている。』ぽんかん⑧ ART WORKS』2021年4月20日発売[54]、ISBN 978-4-09-199070-9

## 漫画
やはり俺の青春ラブコメはまちがっている。-妄言録（モノローグ）-
『月刊ビッグガンガン』（スクウェア・エニックス）2012年Vol.10より2023年Vol.05まで連載、佳月玲茅作。テレビアニメ版のコミカライズ。
1. 2013年3月19日初版発行（同日発売）、ISBN 978-4-7575-3925-9
2. 2013年8月20日初版発行（同日発売）、ISBN 978-4-7575-4031-6
3. 2013年12月25日初版発行（同日発売）、ISBN 978-4-7575-4193-1
4. 2014年5月24日初版発行（同日発売）、ISBN 978-4-7575-4318-8
5. 2014年11月18日初版発行（同日発売）、ISBN 978-4-7575-4466-6
6. 2015年3月18日初版発行（同日発売）、ISBN 978-4-7575-4581-6
7. 2015年6月18日初版発行（同日発売）、ISBN 978-4-7575-4663-9
8. 2015年12月25日初版発行（同日発売）、ISBN 978-4-7575-4845-9
9. 2016年7月25日初版発行（同日発売）、ISBN 978-4-7575-5062-9
10. 2017年1月25日初版発行（同日発売）、ISBN 978-4-7575-5226-5
11. 2017年8月25日初版発行（同日発売）、ISBN 978-4-7575-5456-6
12. 2018年3月24日初版発行（同日発売）、ISBN 978-4-7575-5675-1
13. 2019年3月25日初版発行（同日発売）、ISBN 978-4-7575-5897-7
14. 2019年6月25日初版発行（同日発売）、ISBN 978-4-7575-6174-8
15. 2019年11月25日初版発行（同日発売）、ISBN 978-4-7575-6359-9
16. 2020年3月25日初版発行（同日発売）、ISBN 978-4-7575-6578-4
17. 2020年7月25日初版発行（7月22日発売）、ISBN 978-4-7575-6714-6
18. 2021年1月25日初版発行（同日発売）、ISBN 978-4-7575-7052-8
19. 2021年7月26日初版発行（同日発売）、ISBN 978-4-7575-7380-2
20. 2022年3月25日初版発行（同日発売）、ISBN 978-4-7575-7841-8
21. 2022年11月25日初版発行（同日発売）、ISBN 978-4-7575-8272-9
22. 2023年7月25日初版発行（同日発売）、ISBN 978-4-7575-8693-2

やはり俺の青春ラブコメはまちがっている。@comic
『月刊サンデージェネックス』（小学館）2013年1月号より2023年2月号まで連載、伊緒直道作。同誌2023年3月号には連載完結を記念した番外編を掲載。
1. 2013年5月17日発売、ISBN 978-4-09-157349-0
2. 2013年11月19日発売、ISBN 978-4-09-157362-9
3. 2014年5月19日発売、ISBN 978-4-09-157377-3
4. 2014年11月19日発売、ISBN 978-4-09-157396-4
5. 2015年5月19日発売、ISBN 978-4-09-157417-6
6. 2015年11月21日発売、ISBN 978-4-09-157430-5
7. 2016年6月17日発売、ISBN 978-4-09-157450-3
8. 2016年11月18日発売、ISBN 978-4-09-157464-0
9. 2017年5月19日発売、ISBN 978-4-09-157486-2
10. 2017年11月17日発売、ISBN 978-4-09-157506-7
11. 2018年5月18日発売、ISBN 978-4-09-157525-8
12. 2018年11月19日発売、ISBN 978-4-09-157550-0
13. 2019年4月19日発売、ISBN 978-4-09-157563-0
14. 2019年11月19日発売、ISBN 978-4-09-157581-4
15. 2020年3月19日発売、ISBN 978-4-09-157592-0
16. 2020年9月18日発売、ISBN 978-4-09-157606-4
17. 2021年2月19日発売、ISBN 978-4-09-157623-1
18. 2021年7月19日発売、ISBN 978-4-09-157642-2
19. 2021年12月17日発売、ISBN 978-4-09-157664-4
20. 2022年5月19日発売、ISBN 978-4-09-157679-8
21. 2022年10月19日発売、ISBN 978-4-09-157691-0
22. 2023年4月18日発売、ISBN 978-4-09-157750-4

やはり4コマでも俺の青春ラブコメはまちがっている。
『まんが4コマぱれっと』（一迅社）2013年5月号にプレビューコミックが掲載され、翌6月号より2015年8月号まで連載された。種田優太作。
1. 2014年6月21日発売、ISBN 978-4-7580-8203-7
2. 2015年7月22日発売、ISBN 978-4-7580-8243-3

やはり俺の青春ラブコメはまちがっている。 コミックアンソロジー
一迅社。アニメ公式サイトでも紹介されている公認アンソロジー。執筆者は個々に異なり省略する。
1. 2013年5月25日発売、ISBN 978-4-7580-0748-1
2. 2013年7月25日発売、ISBN 978-4-7580-0765-8
3. 2015年8月25日発売、ISBN 978-4-7580-0856-3
4. 2016年1月28日発売、ISBN 978-4-7580-0887-7

やはり俺の青春ラブコメはまちがっている。GXコミックアンソロジー
小学館。公式アンソロジー。執筆者は個々に異なり省略する。
- 2020年7月17日発売、ISBN 978-4-0915-7601-9

## ドラマCD
- 単行本第3巻ドラマCD付き特装版 「たとえばこんなバースデーソング」
- 単行本第7巻ドラマCD付き特装版 「彼女たちの、うぃー・うぃる・ろっく・ゆー」
- 単行本第6.5巻ドラマCD付き特装版 「そのクリスマスキャンドルの灯が揺れる時……。」
- イベント限定スペシャルドラマCD やはり俺の青春ラブコメはまちがっている。「比企谷小町の計略」 His sister's tactics

## テレビアニメ
第1期は2013年4月より6月までTBSテレビほかにて放送された。第2期『やはり俺の青春ラブコメはまちがっている。続』（やはりおれのせいしゅんラブコメはまちがっている ぞく）は2015年4月より6月まで放送された。第3期『やはり俺の青春ラブコメはまちがっている。完』（やはりおれのせいしゅんラブコメはまちがっている かん）は2020年7月から9月まで放送された。

## コンシューマーゲーム
『やはりゲームでも俺の青春ラブコメはまちがっている。』
MAGES.よりPlayStation Vita用のソフトとして2013年9月19日に発売。テレビ未放送のOVA版が同梱される限定版も発売された。OP・ED曲はテレビアニメ第1期と同じもの。
『やはりゲームでも俺の青春ラブコメはまちがっている。続』
MAGES.よりPlayStation Vita用のソフトとして2016年10月27日に発売された。テレビ未放送のOVA版が同梱される限定版も発売された。当初は2015年発売予定であったが、2016年7月28日に延期になり、その後再度延期となった。OP曲はテレビアニメ第2期と同じもの、ED曲は『Be clear』（作詞・唄：佐々木恵梨 / 作曲・編曲：横山克）。
『やはりゲームでも俺の青春ラブコメはまちがっている。&続 おまとめセット』
MAGES.より上記のゲーム2作品をまとめたPlayStation 4用のソフトとして2017年10月26日に発売された。移植の際、グラフィックを向上させている。
2022年9月22日に、Nintendo Switch版も発売された。
『やはりゲームでも俺の青春ラブコメはまちがっている。完』
MAGES.よりNintendo Switch・PlayStation 4用のソフトとして2023年4月27日に発売。テレビ未放送のOVA版が同梱される限定版も発売された。

## ボイスアラームアプリ
博報堂DYミュージック&ピクチャーズとゲームゲートよりiOS/Android用のボイスアラームアプリ『俺ガイルアラーム』として、2016年11月5日に結衣編、2017年6月17日に雪乃編といろは編が発売された。

## コラボレーション

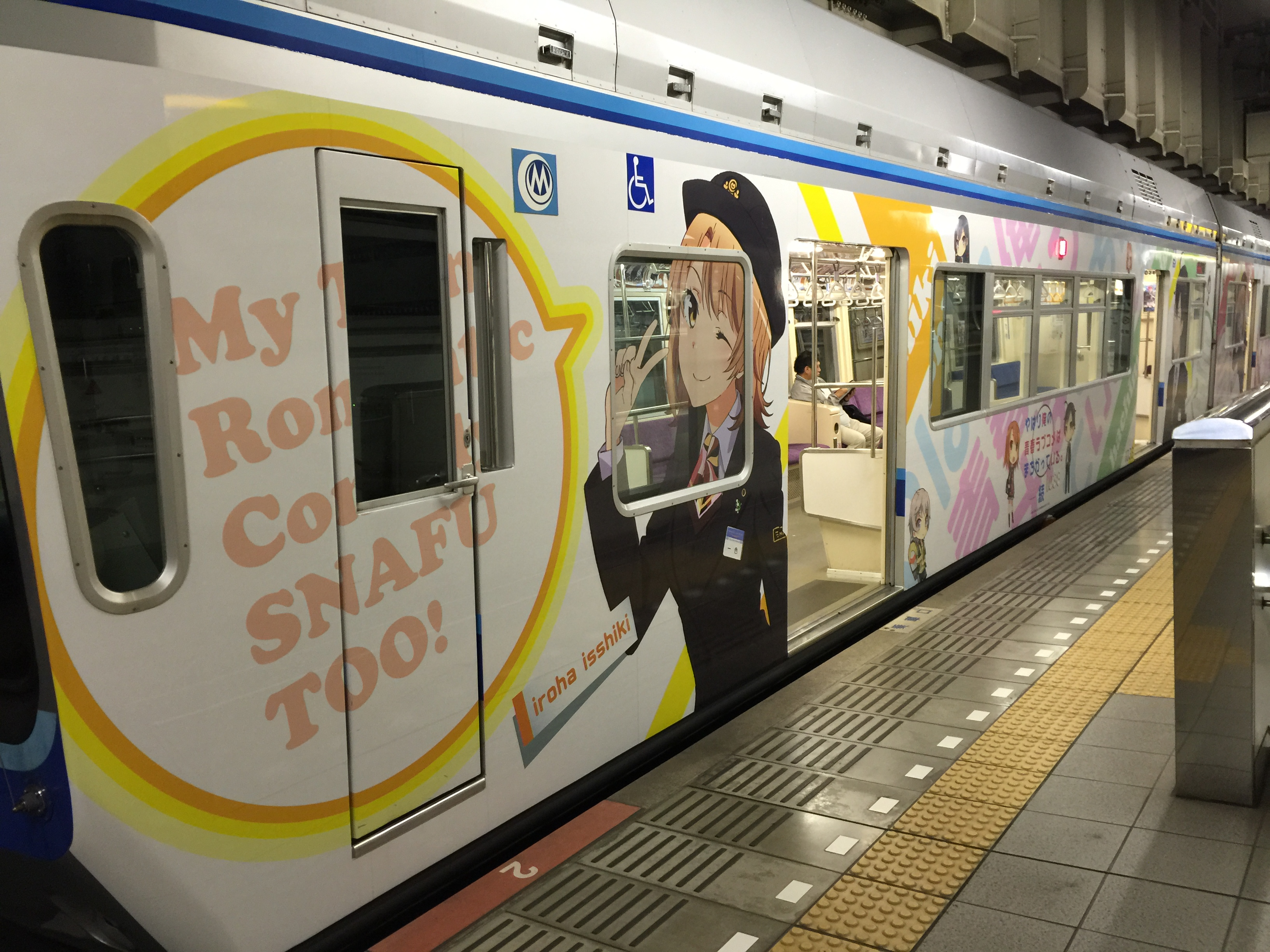
ラッピング列車

嫁コレ
HEROZ（2014年7月30日まではNECビッグローブ）のスマートフォン向けアプリのカードコレクションゲーム『嫁コレ』に参加している。2014年3月28日に雪ノ下雪乃、2014年5月7日に由比ヶ浜結衣が配信開始。2016年8月31日配信終了。
千葉ロッテマリーンズ
2015年に地元球団である千葉ロッテマリーンズとのコラボを実施した。企画チケットやQVCマリンフィールドでの売店で限定グッズを販売したほか、6月11日の対中日ドラゴンズ戦の始球式に江口拓也・早見沙織・東山奈央が参加した。
千葉都市モノレール
2015年に作品の舞台となった千葉県の千葉都市モノレールとのコラボを実施した。ラッピング列車（いろはと八幡、結衣と雪乃の組み合わせでイラストが大きく描かれた）の運行や、コラボグッズを販売した。なお、千葉都市モノレールでは「俺の妹がこんなに可愛いわけがない」とのコラボレーションを行ったことがあるが、同作品は本作品と類似した作品名ではあるものの、作者などが異なり、関連性はない。
マチ★アソビ
アニメ制作会社ufotableが企画制作するアニメやゲームなどのエンターテインメントが集うイベント。2015年10月に徳島県で開催されたマチ★アソビ vol.15にて原画や台本、キャストサインなどのミニ展示会が開催。11月には福岡県北九州市にあるマチ★アソビ CAFEにてコラボレーションカフェが開催。展示やオリジナルメニューに加え、アニメ制作会社feel.によるノベルティやグッズ販売が行われた。
ウチの姫さまがいちばんカワイイ
サイバーエージェントが提供するスマートフォン向け弾丸アクションRPGのウチの姫さまがいちばんカワイイで、2015年11月12日より「やはり俺の青春ラブコメはまちがっている。続」とのコラボレーションが行われ、作品をモチーフにした特別ステージ登場し、本作品のキャラクターたちの制服を着た「ぴよきち」が特別ステージのボスとして出現したり、本作品登場ヒロインが『姫さま』となって参加した。
ディバインゲート
ガンホー・オンライン・エンターテイメントが提供するスマートフォン向けパネルRPGのディバインゲートで、2017年1月27日より「やはり俺の青春ラブコメはまちがっている。続」とのコラボレーションが行われ、キャラクターが登場したりコラボクエストが行われた。同コラボは2017年8月4日より復刻開催された。
JR東日本千葉支社
「やはり俺の青春ラブコメはまちがっている。完」の放送開始を記念して、京葉線各駅を利用したスタンプラリー『やはり俺の青春ラブコメはまちがっている。印(ｽﾀﾝﾌﾟﾗﾘｰ)』と、千葉ステーションビルを使用した『やはり俺の青春ラブコメはまちがっている。食(ｸﾞﾙﾒﾗﾘｰ)』が開催された。
日本郵便関東支社
「やはり俺の青春ラブコメはまちがっている。」アニメ放送10周年を記念し、2023年6月16日よりオリジナルフレーム切手セットが制作された。
JR東海
「やはり俺の青春ラブコメはまちがっている。」アニメ放送10周年を記念し、2023年9月1日から同年11月12日まで、東海道新幹線と第2期第1話、第2話の舞台である京都にてコラボ『やはり俺の青春ラブコメはまちがっている。10周年記念　～総武高校学校行事、京都修学旅行（再）～』が実施された。